# Сергий (Ланин)
Архиепи́скоп Се́ргий (в миру Константин Иванович Ланин; 20 июля 1852, Москва — 5 августа 1904) — епископ Русской православной церкви, архиепископ Ярославский и Ростовский.

## Биография
Родился 20 июля 1852 года в семье московского купца-старообрядца.
Окончил 2-ю московскую гимназию и Московскую духовную семинарию. В 1878 году поступил в Московскую духовную академию.
В 1880 году, будучи студентом, принял монашество. 16 июня 1882 года рукоположен во иеромонаха.
В этом же году окончил духовную академию со степенью кандидата богословия и назначен смотрителем Дмитровского духовного училища.
В 1884 году — соборный иеромонах Московского Донского монастыря.
С 11 сентября 1885 года — ректор Костромской духовной семинарии и архимандрит Богородицкого Игрицкого монастыря.
Учредитель открывшейся 9 января 1887 образцовой школы при Костромской духовной семинарии.
С 29 октября 1885 по 6 февраля 1888 года — цензор, с 1 января 1887 года по 27 января 1890 года редактор «Костромских епархиальных ведомостей».
С 18 октября 1887 по февраль 1889 года — председатель Костромского епархиального училищного совета, с 18 октября 1887 по 27 января 1890 года — председатель совета Костромского Фёдоровско-Сергиевского братства.
С 21 февраля 1888 года — член правления Костромского попечительного об учащихся общества.
С 27 января 1890 года — ректор Симбирской духовной семинарии и архимандрит Покровского монастыря.
С 1893 по 1896 год — наместник Киево-Печерской Лавры.
Знаменит в истории Лавры установлением в ней исключительной, образцовейшей богослужебной дисциплины, к которой у него было, судя по рассказам, какое-то, похожее на манию, пристрастие. Благодаря ему богослужение Лавры и её великоцерковные порядки (при нём и после него) сделались образцом для многих монастырей. Сказать: «так показывал наместник Сергий», «так делалось при Сергии», «это завёл Сергий», — было достаточно, чтобы устранить сомнения и возражения.
2 июня 1896 года хиротонисан во епископа Уманского, викария Киевской епархии. Хиротония состоялась в Успенской церкви Киево-Печерской Лавры.
16 марта 1902 года — епископ Псковский и Порховский.
5 декабря 1903 года возведен в сан архиепископа и назначен архиепископом Ярославским и Ростовским.
Скончался 5 августа 1904 года. Погребён в Ярославском кафедральном соборе.

## Сочинения
- Речь на акте Костромской духовной семинарии 25 сентября 1887 года. Кострома. 1887
- Речь Высокопреосвященному Феогносту, митрополиту Киевскому и Галицкому // Труды Киевской духовной академии. — 1900. — № 10. — С. 141
- Беседы по поводу недоразумений, касающихся православной церкви, высказанные в письме неизвестного. Киев. 1902
- Беседа преосвященного Сергия, епископа Уманского, о том, как святая церковь одухотворяет жизнь христиан во всех существующих для них отношениях. Киев. 1902
- Беседа преосвященного Сергия, епископа Уманского, о том, с каким настроением священнослужители православной церкви приготовляются к священнодействию Божественной литургии. Киев. 1902
- Высокопреосвященный Феогност, митрополит Киевский и Галицкий. Его кончина и погребение. Киев. 1903.